# Walther Emeis
Hermann Carl Thomas Walther Emeis (* 10. Mai 1891 in Flensburg; † 28. Mai 1973 ebenda) war ein deutscher Biologe und Naturschützer.

## Leben
Walther Emeis war ein Sohn von Thomas August Willibald Emeis (* 2. November 1862 in Plön; † 18. Februar 1947 in Flensburg) und dessen Ehefrau Marie Hermine Rebecka, geborene Baumann (* 26. Oktober 1867 in Ottensen; † 30. Dezember 1926 in Flensburg). Der Vater arbeitete als Landschaftsgärtner und besaß eine Baumschule in Flensburg. Der Großvater mütterlicherseits war der Goldschmied David Peter Herrmann Baumann (1803–1891). Der Großvater väterlicherseits war der Provinzialforstdirektor Carl Emeis.
Einen Besuch des Alten Gymnasiums in Flensburg beendete Emeis 1910 mit der Hochschulreife. Danach studierte er Naturwissenschaften und Geographie an Universitäten in Freiburg, Halle und Kiel. Er schloss das Studium 1914 in Kiel mit der Promotion zum Dr. phil. ab. Dabei schrieb er „Über die Eientwicklung bei den Cocciden“ (Schildläusen). Während des Ersten Weltkriegs kämpfte er als Freiwilliger. Er wurde dabei schwer verletzt und kam 1916 zurück in seine Heimat. Im selben Jahr erhielt er eine Stelle als Assistent am Zoologischen Institut der Universität Kiel.
1917 bestand Emeis das Staatsexamen für das Höhere Lehramt. Von 1919 bis 1924 arbeitete er als Studienassessor am Gymnasium in Rendsburg. Anschließend lehrte er als Studienrat und später als Oberstudienrat an seiner ehemaligen Schule, dem Alten Gymnasium. Ab 1946 arbeitete er als Dozent für Biologe an der Pädagogischen Hochschule in Flensburg. Im September 1949 folgte er einem Ruf auf eine Professur, die er bis zur Emeritierung 1959 innehatte.

## Wirken als Biologe und Naturschützer
Emeis kam aus einer Familie, die sich seit dem Urgroßvater mit dem Forstwesen beschäftigte. Auch sein Elternhaus prägte ihn. Bereits als Schüler beschäftigte er sich umfassend mit Flora und Fauna Schleswig-Holsteins. Als Biologe führte er später zumeist ornithologische Studien durch und forschte zu Insekten der Region. Ab Mitte der 1920er Jahre legte er einen Schwerpunkt auf Haut- und Zweiflügler.
Basierend auf seinem Geographiestudium forschte Emeis umfangreich zur Geologie Schleswig-Holsteins. Er reiste oft durch Europa und erstellte dabei vergleichende naturwissenschaftliche Studien. Er publizierte über 200 Werke und hielt Vorträge, die er mit eigenen Zeichnungen und Fotografien versah. Er galt daher als der führende naturwissenschaftliche Heimatforscher Schleswig-Holsteins. Die von ihm verfasste „Einführung in das Tier- und Pflanzenleben Schleswig-Holsteins“ aus dem Jahr 1950 entwickelte sich zu einem Standardwerk.
Über die Arbeit hinaus engagierte sich Emeis mehr als fünfzig Jahre ehrenamtlich im Natur- und Landschaftsschutz. 1916 vertrat er die Provinz Schleswig-Holstein bei der 8. Jahreskonferenz für Naturdenkmalpflege in Berlin. Im selben Jahr übernahm er die Geschäftsführung des Schleswig-Holsteinischen Provinzialkomitees für Naturdenkmalpflege. Später wurde er zum „Provinzialkommissar für Naturdenkmalpflege“ und 1935 zum Landesbeauftragten für Naturschutz und Landschaftspflege berufen. Er beendete seine Tätigkeiten 1968. Nominell hatte er derart viele Naturdenkmäler unter Schutz stellen können und Landschaftsschutzgebiete geschaffen, dass Schleswig-Holstein führend im deutschen Naturschutz wurde. Im Bereich des seinerzeit erst in Entwicklung befindlichen Naturschutzes gelangen ihm Pionierarbeiten.
Emeis wollte darüber hinaus in Flensburg ein naturwissenschaftliches Heimatmuseum schaffen. Er leitete eine zunächst kleine Sammlung, die sich in den Räumen der Stadtbücherei befand. Hieraus entstand mit dem Naturwissenschaftlichen Museum Flensburg eine vorbildliche Schausammlung. Der Großteil der Exponate stammte von Emeis selbst.

## Ehrungen
Emeis wurde für seine Arbeiten wiederholt ausgezeichnet:
- 1954 erhielt er das Bundesverdienstkreuz am Bande.
- 1961 erhielt er das Bundesverdienstkreuz 1. Klasse.
- Die Ornithologische Arbeitsgemeinschaft für Schleswig-Holstein und Hamburg ernannte ihn 1961 zum Ehrenvorsitzenden.
- 1965 bekam er die Lornsen-Kette des Schleswig-Holsteinischen Heimatbundes.

Darüber hinaus war er Ehrenmitglied mehrerer naturkundlicher Vereine Schleswig-Holsteins.

## Familie
Emeis heiratete am 29. Juli 1919 in Kiel Elisabeth (Lisa) Witt (* 18. März 1897 in Kiel; † 14. Oktober 1980 in Flensburg). Ihr Vater Johannes Gottlob Julius Witt (1862–1934) arbeitete als Technischer Direktor der Kieler Landesbrandkasse und war verheiratet mit Ernestine, geborene Henning (1871–1946).
Das Ehepaar Emeis hatte zwei Söhne und eine Tochter.